# Louis de Bonafous de Fontenai
Pour les articles homonymes, voir Bonnafous et Fontenai.
Louis Abel de Bonafous, mieux connu sous le nom de plume d'abbé de Fontenai, né le 3 mai 1736 à Castelnau-de-Brassac (Tarn, France) et mort le 28 mars 1806 à Paris, est un prêtre jésuite, écrivain et journaliste français, connu pour ses positions contre-révolutionnaires.

## Biographie

### Carrière journalistique
Fils de Louis Bonafous, notaire royal de Castelnau, et de son épouse Marianne Ouradou, Louis Abel est issu d'une famille composée de catholiques et de protestants.
Il entre au noviciat de la Compagnie de Jésus le 1er octobre 1753, alors qu'il n'est âgé que de 17 ans. 
Sa formation spirituelle terminée il devient tout d'abord professeur d'humanités au collège de Tournon. Après la suppression de son ordre en 1773, il s'installe à Paris où il se consacre à la littérature écrivant sous le nom de plume 'abbé de Fontenai'. Succédant à Anne-Gabriel Meusnier de Querlon, il rédige de 1779 à 1783 les Annonces, affiches et avis divers devenues en 1784 les Annonces, affiches et avis divers, ou Journal général de France (un vol. in-4°), à l'occasion de sa fusion avec le Journal d'agriculture, commerce, finance et arts par une société de gens de lettres, qu'il dirigeait depuis 1782. En 1785, il en prend la rédaction jusqu'en 1791. Le journal reçoit alors le titre de Journal général de France. L'abbé fonde ensuite sa propre feuille, intitulée le Journal général, qu'il publie du 1er février 1791 au 10 août 1792, puis de nouveau un Journal général de la littérature, des sciences et des arts, du 20 mai 1801 au 29 juin 1802.

### Contre-révolution
Recommandant « la paix, l'union et la concorde », l'abbé de Fontenai s'oppose à la Révolution française. Particulièrement opposé à l'« ignoble » Constituante puis à l'« immonde » Législative, il est toutefois initialement opposé à l'émigration, issue selon lui de « cette noblesse de cour qui a compromis la monarchie par ses excès » à laquelle il oppose « cette noblesse de province qui fut toujours le soutien du trône, sans profiter des abus de la Cour, la protectrice du peuple sans se permettre aucun excès vis-à-vis de ses vassaux ». 
Néanmoins, il change progressivement d'avis à l'égard du comte d'Artois et de ses fidèles, au point qu'il fait l'apologie des émigrés et des alliés dès 1792. Il les appelle même à intervenir afin de châtier les adversaires de Louis XVI. Ce revirement s'explique probablement par ses relations étroites avec les membres de l'Agence royaliste de Paris dont trois — Le Maître, Duverne de Presle et le chevalier des Pommelles — écrivent dans son journal et tiennent leurs réunion dans ses locaux. 
Après la déclaration de guerre de la France au roi de Hongrie, il multiplie les appels à la désertion, les panégyriques des alliés et les menaces contre les Parisiens. Il quitte lui-même la France avant la journée du 10 août 1792 et y revient le 8 novembre de la même année.

## Écrits
- Les Antilogies et fragments philosophiques, ou Collection méthodique des morceaux les plus curieux et les plus intéressants sur la religion, la philosophie, les sciences et les arts, extraits de la philosophie moderne, Amsterdam et Paris, Vincent, 1774-1775, 4 vol. in-12
- Dictionnaire des artistes, ou Notice historique et raisonnée des architectes, peintres, graveurs, sculpteurs, musiciens, acteurs et danseurs, imprimeurs, horlogers et méchaniciens, Paris, Vincent, 1776, 2 vol. in-8°.
- Le Voyageur français, ou la Connaissance de l'ancien et du nouveau monde, Paris, L. Cellot, 1781, in-12 (t. XXVII de la collection commencée par l'abbé J. de La Porte et continuée, à partir du t. XXIX par L. Domairon.
- L'Âme des Bourbons, ou Tableau historique des princes de l'auguste maison de Bourbon, en France, en Espagne et en Italie, Paris, Vve Duchesne, 1783, 2 vol. in-12 et in-8°
- Observations sur le Sallon de 1785 extraites du « Journal général de France », s.l.n.d., in-8° de 34 p.
- Du rétablissement des jésuites et de l'éducation publique, Emmerick, J.L. Romen, 1800, in-12 de VI-249 p. ; ou in-8° de II-144 p.
- Histoire universelle, depuis le commencement du monde jusqu'à présent [...], Paris, Delalain, 1802, in-4, 519 p.
- Dictionnaire de l'élocution française, Paris, Delalain fils, an X-1802, 2 vol. in-8°  (Paris, Lacombe, 1769).
- Dictionnaire géographique de Vosgien, 1803.
- Géographie moderne, 1805, de Nicolle de Lacroix.